# Chrysomya ethiopyga
Chrysomya ethiopyga är en tvåvingeart som beskrevs av Andy Z. Lehrer 2007. Chrysomya ethiopyga ingår i släktet Chrysomya och familjen spyflugor.
Artens utbredningsområde är Etiopien. Inga underarter finns listade i Catalogue of Life.